# قلعة تاك أغاج
قلعة تاك آغاج ( (بالفارسية: قلعه تک آغاج) </link></link> ) هي قلعة تاريخية تقع في قضاء أستارا في محافظة جيلان ، وتعود هذه القلعة إلى عهد السلاجقة .  